# Herbert Erdmann (Schriftsteller)
Herbert Erdmann (* 6. Oktober 1926 in Bochum; † 17. Mai 1996 in Krefeld) war ein deutscher Schriftsteller von Science-Fiction, Sachliteratur und Jugendliteratur.
Er ging in Bochum zur Schule, absolvierte Kriegsdienst während des Zweiten Weltkriegs und geriet in Gefangenschaft. Nach Ende des Krieges arbeitete er als Journalist (unter anderem für die Krefelder Lokalredaktion). Zwischen 1960 und 1984 veröffentlichte er mehr als dreißig Jugendbücher, teils mit phantastischen Themen, und Sachbücher, unter anderem über Autorennsport.

## Werke (Auswahl)
- Das Rätsel der Baubude. Zwei Jungen spielen Detektiv und gewinnen einen neuen Freund. Schaffstein, Köln 1960.
- Mit Maulwurf 1 zum Kern der Erde. Eine Reise voller Überraschungen. Schwann, Düsseldorf 1969.
- Das geheimnisvolle Papier. 3 Jungen wissen zuviel. Goldmann, München 1973. ISBN 3-442-20084-9
- Spuren am Baggerloch. Ueberreuter, Wien, Heidelberg 1974. ISBN 3-8000-4232-0
- Geschichte in Schichten – Wie das Leben auf der Erde entstand. Auer, Donauwörth, 1984. ISBN 3-403-01534-3

## Nachweise
1. ↑  
Herbert Erdmann im Lexikon Westfälischer Autorinnen und Autoren

| Personendaten    | Personendaten                                                                   |
| ---------------- | ------------------------------------------------------------------------------- |
| NAME             | Erdmann, Herbert                                                                |
| KURZBESCHREIBUNG | deutscher Schriftsteller von Science-Fiction, Sachliteratur und Jugendliteratur |
| GEBURTSDATUM     | 6. Oktober 1926                                                                 |
| GEBURTSORT       | Bochum                                                                          |
| STERBEDATUM      | 17. Mai 1996                                                                    |
| STERBEORT        | Krefeld                                                                         |